# FTX (Unternehmen)
FTX ist eine seit dem 11. November 2022 in einem Insolvenzverfahren befindliche Handelsplattform, über die Nutzer mit Kryptowährungen und anderen Finanzprodukten handeln konnten. Sie ist in Antigua und Barbuda registriert und hat ihren Hauptsitz auf den Bahamas. Im Juli 2021 verzeichnete FTX ein durchschnittliches tägliches Handelsvolumen von zehn Milliarden US-Dollar und hatte über eine Million Nutzer. Das Produktangebot umfasste Derivate, Optionen, tokenisierte Aktien, fremdfinanzierte Token sowie außerbörslichen Handel und den Prognosemarkt. Für Transaktionen erhält das Unternehmen eine Provision.

## Geschichte
Die MIT-Absolventen Sam Bankman-Fried und Gary Wang gründeten FTX im Mai 2019. Vor der Gründung von FTX handelte Bankman-Fried mit internationalen ETFs bei Jane Street Capital, einer Eigenhandelsfirma, und gründete Alameda Research, eine quantitative Handelsfirma. Im August 2020 erwarb FTX Blockfolio, eine App zur Verfolgung von Kryptowährungsportfolios, für 150 Mio. US-Dollar.
Im Juli 2021 sammelte FTX 900 Millionen Dollar bei einer Bewertung von 18 Mrd. US-Dollar von über 60 Investoren ein, darunter Softbank, Sequoia Capital, Third Point Management, Paul Tudor Jones und Alan Howard. Binance, ein Konkurrent, der 2020 in das Unternehmen investierte, veräußerte seinen Anteil 2021.
Im September 2021 verlegte FTX seinen Hauptsitz von Hongkong auf die Bahamas.
In einer weiteren Finanzierungsrunde im Oktober 2021 sammelte das Unternehmen weitere 420 Mio. US-Dollar ein. Die Unternehmensbewertung stieg dadurch auf 25 Mrd. US-Dollar.
Im November 2022 unterbreitete Konkurrent Binance ein – nicht bindendes – Angebot zur Übernahme großer Teile von FTX (FTX.US ausgenommen), das sich in Liquiditätsschwierigkeiten befand, seit Binance-Gründer Changpeng Zhao den Verkauf von FTX-Token (dem von FTX herausgegebenen Token) angekündigt hatte. Tags darauf zog Binance das Angebot jedoch zurück.
Am 11. November, dem Tag des Insolvenzantrags, kam es zu einem Hack auf die Infrastruktur der Kryptobörse FTX. Zunächst wurde ein Abfluss von rund 60 Millionen US-Dollar vermutet. Nach Analysen der Firma Chainalysis wurden jedoch Kryptowährungen im Wert von mindestens 400 Millionen US-Dollar erbeutet, die anschließend auf dezentralen Tauschbörsen in andere Kryptowährungen umgewandelt wurden. In einem Bericht an Gläubiger im Rahmen des Konkursverfahrens benennt die Kanzlei Sullivan & Cromwell eine Summe von 415 Millionen US-Dollar.
Mutmaßlich wurden beim Hack vom 11. November 2022 auch die digitalen Schlüssel für die von FTX mitgegründete dezentrale Börse Serum kompromittiert, die gemeinsam mit dem Blockchain-Entwickler Solana Foundation gestartet wurde. Dies hat zu einem Teilzusammenbruch des Ökosystems auf der Solana-Blockchain geführt.

### Vorübergehende Insolvenz
Am 11. November 2022 meldeten FTX sowie etwa 130 weitere mit FTX.com, FTX US und Alameda Research Ltd. verbundene Gesellschaften im Staat Delaware Insolvenz nach Chapter 11 an. Bankman-Fried trat als CEO zurück. Er wurde ersetzt durch John J. Ray III.
FTX soll durch Transfers an das mit ihm verbundene Unternehmen Alameda Research Kundeneinlagen von 10 Milliarden US-Dollar veruntreut haben. Kurz nach Bekanntgabe der FTX-Insolvenz wurden in „nicht autorisierten Transaktionen“ knapp eine Milliarde US-Dollar von der Kryptobörse entwendet. Somit waren Kundengelder in Milliardenhöhe gefährdet.
Etwa eine Woche nachdem John J. Ray III CEO geworden war, beklagte er ein „vollständiges Fehlen vertrauenswürdiger Finanzinformationen“ und „ein vollständiges Versagen der Unternehmenskontrollen“ bei FTX. Unter anderem wurden mit FTX-Geldern Immobilien für Mitarbeiter und Berater gekauft, die bei Behörden auf die Namen dieser Personen eingetragen wurden, ohne dass FTX Darlehensunterlagen vorlägen.
Neben Sam Bankman-Fried als CEO von FTX wurden auch Caroline Ellison als CEO von Alameda Research und Gary Wang als Chief Technology Officer von FTX wegen verschiedener Betrugsdelikte in New York angeklagt. Ellison und Wang bekannten sich im Dezember 2022 in einigen Anklagepunkten für schuldig. Bankman-Fried wurde Anfang November 2023 von den Geschworenen in allen sieben Anklagepunkten für schuldig befunden. Im März 2024 wurde er zu 25 Jahren Haft verurteilt.
Parallel strebten die Insolvenzverwalter von FTX eine Inventur der teils schlecht oder undokumentierten FTX-Bestände und eine Einigung mit den Schuldnern an. Bankman-Fried investierte große Summen in Politiker und in Startups. Einige Startups mit KI-Bezug gewannen massiv an Wert. Daher will der Insolvenzverwalter alle ausstehenden Verbindlichkeiten von rund zehn Milliarden Dollar vollständig zurückzahlen. Die Börse FTX ist trotz der Veruntreuung der Kundengelder und der Zahlungsunfähigkeit im Jahre 2022, im Jahre 2024 vollständig solvent.

## Sponsoring
Im April 2021 erwarb FTX durch einen 135-Millionen-Dollar-Vertrag die Sponsoringrechte an der Mehrzweckhalle und Spielstätte des NBA-Franchises der Miami Heat für 19 Jahre. Die American Airlines Arena wurde im Juni 2021 in FTX Arena umbenannt. Im November 2022 bat der Eigentümer der Halle, der Bezirk Miami Dade, vor Gericht um die Erlaubnis, den Vertrag kurzfristig zu beenden. Der Vertrag wurde im Januar 2023 aufgelöst.
Am 4. Juni 2021 kündigte FTX einen 10-Jahres-Vertrag für über 210 Mio. US-Dollar mit Team SoloMid an, einem E-Sports-Team, das seinen Namen offiziell in Team SoloMid FTX änderte. Am 16. November 2022 hat Team SoloMid die Partnerschaft ausgesetzt.
Am 29. Juni 2021 wurde der US-amerikanische Football-Spieler Tom Brady Botschafter für FTX. Im Rahmen der Partnerschaft beteiligten sich Brady und seine damalige Frau Gisele Bündchen an FTX.

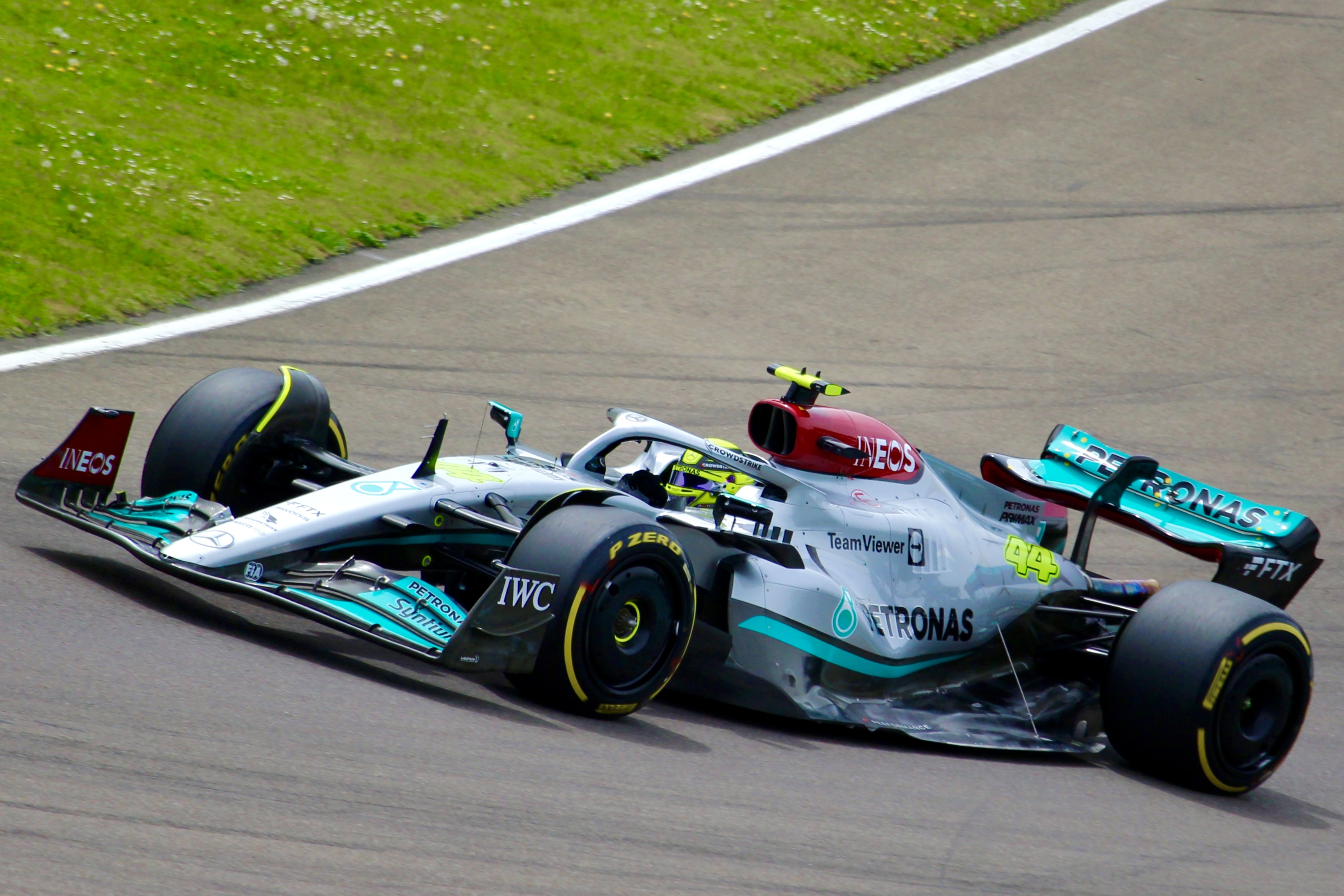
FTX-Logo auf Lewis Hamiltons Mercedes F1 W13 in Imola

Im September 2021 gab FTX eine für lange Zeit geplante Partnerschaft mit dem Formel-1-Team von Mercedes-Benz bekannt, worauf das FTX-Logo auf den Autos und Trikots von Lewis Hamilton und George Russell angebracht wurde. Am 11. November 2022 hat Mercedes die Partnerschaft ausgesetzt und die Logos entfernt.

## Spendertätigkeit
FTX-CEO Sam Bankman-Fried gründete die gemeinnützige FTX Foundation, um 1 % der Gewinne von FTX aus Gebühren an gemeinnützige Organisationen zu spenden.
Als Partner des Weltwirtschaftsforums (Davos)
- verpflichtete sich die FTX Foundation im Juli 2021, mindestens 1 Million US-Dollar im Kalenderjahr für den Ausgleich von Umweltauswirkungen des Kryptowährungs-Minings und der Speicherung auszugeben.[34]
- bemühte sich die Leitung des Unternehmens FTX, bei Plänen zur Regulierung im Bereich der Kryptowährungen beratend teilzuhaben.[35]